# Russula rosea
Russula rosea, cuya seta es conocida el nombre común de rúsula graciosa, es un hongo basidiomiceto de la familia Russulaceae. Crece en bosques de coníferas y planifolios. Su seta, o cuerpo fructífero, aflora desde principios de verano hasta finales de otoño. Tiene un ligeramente mentolado y sabor picante, y no se le considera un hongo comestible.

## Descripción
Su seta presenta un sombrerillo de entre 5 y 12 cm de diámetro, hemisférico en ejemplares jóvenes, que posteriormente toma forma aplanada y finalmente queda deprimido en el centro. La cutícula es lisa, viscosa en ambientes húmedos y no separable, y a menudo se cuartea en ambientes muy secos. Presenta un llamativo color rojo rosado o carmín. Las láminas miden entre 5 y 11 mm de ancho, con algunas pequeñas láminas intercaladas. Son blancas al principio, tomando un color crema más tarde. La característica distintiva de esta especie es que las aristas de estas láminas tienen del mismo color rojo del sombrero en la zona en que se unen a éste. El pie alcanza entre 6 y 10 centímetros de longitud y entre 2 y 3 de ancho, y es blanco con esfumaciones rojizas, macizo y duro. Presenta estrías longitudinales y es algo más grueso en la zona más cercana al sustrato. La carne es compacta y dura, de color blanco, aunque bajo la cutícula presenta un color rosado, de olor y sabor algo mentolados, picante y de textura granulosa. La esporada es de color crema.